# 3722-es mellékút (Magyarország)
A 3722-es számú mellékút egy valamivel kevesebb, mint kilenc kilométeres hosszúságú, négy számjegyű országos közút Borsod-Abaúj-Zemplén vármegye északkeleti részén. Tulajdonképpen Megyaszó egyik belső útjának tekinthető: egyrészt a községnek a 37-es főúttal való összekötését segíti, másrészt néhány hozzá tartozó, de különálló, a központjától délre elterülő településrész, mezőgazdasági telephely, illetve turisztikai célpont elérését szolgálja.

## Nyomvonala
A 3702-es útból ágazik ki, nem messze annak a 13. kilométerétől, Megyaszó központjában. Dél felé indul, Petőfi utca néven, és mintegy fél kilométer megtétele után éri el a belterület déli szélét. Közel két kilométeren át a Megyaszó-patak folyását kíséri, de a patak ezután keletebbnek kanyarodva eltávolodik tőle, miközben az út továbbra is tartja déli irányát. 2,4 kilométer után a község szennyvíztisztító telepe mellett halad el, nagyjából 2,9 kilométer után pedig egy elágazáshoz ér: ott lehet letérni kelet felé – egy alsóbbrendű, de szilárd burkolatú úton – a Harangod-patak duzzasztásával létrehozott horgásztóhoz.
4,7 kilométer után éri el a Szerencsi Mezőgazdasági Zrt. megyaszói baromfitelepét – a telephely építményei kelet és nyugat felől is közrefogják a még mindig jobbára dél felé húzódó utat –, majd újból hosszabb külterületi szakasza következik. 6,6 kilométer után egy időre keletnek fordul, körülbelül 7,5 kilométer után elhalad Újvilágtanya mellett – a néhány házcsoportból álló, különálló településrészre pár száz méter eltéréssel két helyen is le lehet térni a 3722-esről –, majd, még a nyolcadik kilométere előtt újból délnek kanyarodik. Így is ér véget, beletorkollva a 3605-ös útba, annak 20+150-es kilométerszelvénye közelében.
Teljes hossza, az országos közutak térképes nyilvántartását szolgáló kira.gov.hu adatbázisa szerint 8,797 kilométer.

## Története
A Kartográfiai Vállalat 1990-es kiadású Magyarország autóatlasza a teljes szakaszát kiépített, pormentes útként tünteti fel.